# Wilhelm Eckhardt (Heimatforscher)
Wilhelm Eckhardt (* 2. Mai 1871 in Marburg; † 29. Oktober 1934 in Witzenhausen) war ein deutscher Rechtsanwalt und Notar, Kommunalpolitiker, sowie nordhessischer Regional- und Studentenhistoriker.

## Leben
Wilhelm Eckhardt war der Sohn des Kanzleirats Adolf Eckhardt († 1903). Er studierte Rechtswissenschaften an der Universität Marburg und wurde 1891 Mitglied des Corps Teutonia Marburg. Nach dem Referendarexamen (1893) und dem Assessorexamen wurde er 1898 Rechtsanwalt in Witzenhausen. 1899 erhielt er die Zulassung als Anwaltsnotar. 1907 wurde er in den Vorstand der Anwaltskammer in Kassel gewählt und 1917 zum Justizrat ernannt. Als Kommunalpolitiker gehörte er von 1908 bis 1933 der Stadtverordnetenversammlung von Witzenhausen an und war von 1916 bis 1919 deren Vorsteher. Wilhelm Eckhardt war 1899 mit Minna Reccius aus Wahlhausen verheiratet, beide hatten einen Sohn, den Rechtshistoriker Karl August Eckhardt, und zwei Töchter. Er wurde insbesondere als nordhessischer Heimatforscher und Studentenhistoriker bekannt.

## Schriften

### Regionalgeschichte
- Einige Witzenhäuser Dichter vor 150 Jahren, 1934

- Postmortem mit Karl August Eckhardt:
  - Witzenhäuser Bürgerbauten: 1480 - 1950, Trautveiter & Fischer, 1951
  - Das gelehrte Witzenhausen: Die Studierenden der Werrastadt Witzenhausen bis zum Jahre 1800, Trautvetter und Fischer, 1959
  - Das Witzenhäuser Stadtbuch, 1530-1612 und ergänzende Quellen, 1975
  - Die Witzenhäuser Bäckergilde, ohne Datum

### Studentengeschichte
- Eine Erinnerung (an den Übertritt der Teutonia zur Hannovera i. J. 1856), Corpsbericht der Hannovera zu Göttingen Nr. 96 (1926), S. 22–25
- Historische Untersuchungen über den Bestand einer Guestphalia in Halle: 1832 - 1840, Onoldia, 1929
- Hasso-Nassovia: vom 15. Juli 1839 bis zum Herbst 1847 : dem Corps Hasso-Nassovia zu Marburg zum 90. Stiftungsfest, Bauer, 1930
- Eduard Kleinschmidt, Wilhelm Eckhardt, Ludwig Scheffer: Blaubuch des Corps Teutonia zu Marburg 1825-1925, Marburg 1925